# Odontoloma multipunctatum
Odontoloma multipunctatum là một loài bọ cánh cứng trong họ Bọ hung (Scarabaeidae).